# 湖北站 (日本)
湖北站（日语：／ Kohoku eki */?）是位於千葉縣我孫子市中里，屬於東日本旅客鐵道（JR東日本）的成田線（我孫子支線）車站。本站据说因位于手賀沼北面而得名。

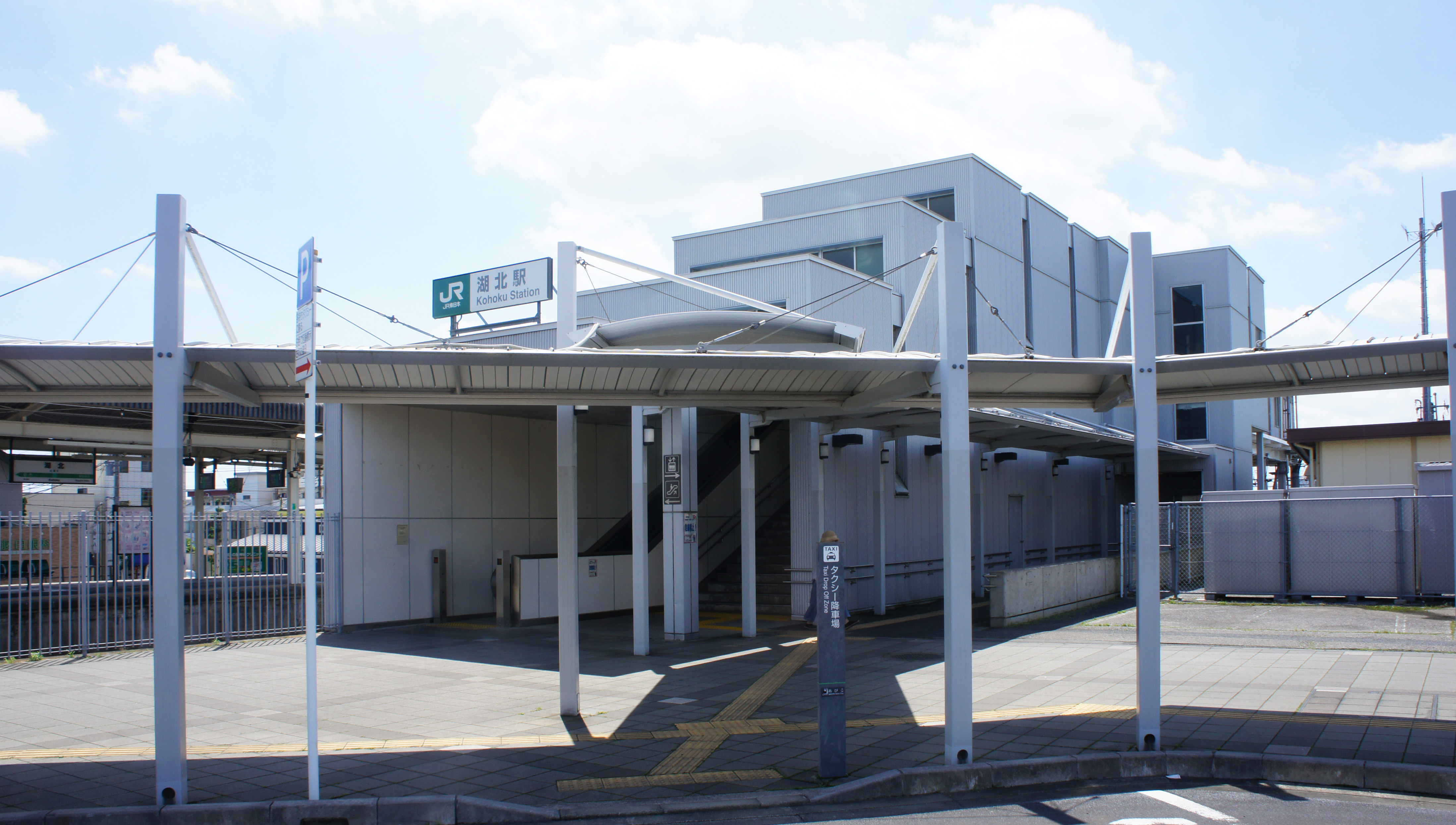
北口（2021年5月）

## 歷史
- 1901年（明治34年）4月1日：成田鐵道（第一代）成田至我孫子之間開通，此站啟用，當時為旅客和貨物車站[1]。
- 1920年（大正9年）9月1日：成田鐵道被國有化（日语：鉄道敷設法），成為國有鐵道車站[1]。
- 1962年（昭和37年）11月1日：結束貨物起卸業務。
- 1970年（昭和45年）12月：翻新車站大樓。
- 1973年（昭和48年）10月1日：成田線我孫子至成田之間電氣化。
- 1987年（昭和62年）4月1日：伴隨國鐵分割民營化，車站由東日本旅客鐵道（JR東日本）營運[1]。
- 2001年（平成13年）
  - 4月1日：南出口的升降機和扶手電梯開始使用[2]。
  - 11月18日：此站開始可以使用IC卡「Suica」[3]。
- 2007年（平成19年）11月19日：月台安裝升降機。
- 2008年（平成20年）4月：北出口的升降機和扶手電梯開始使用[4]。

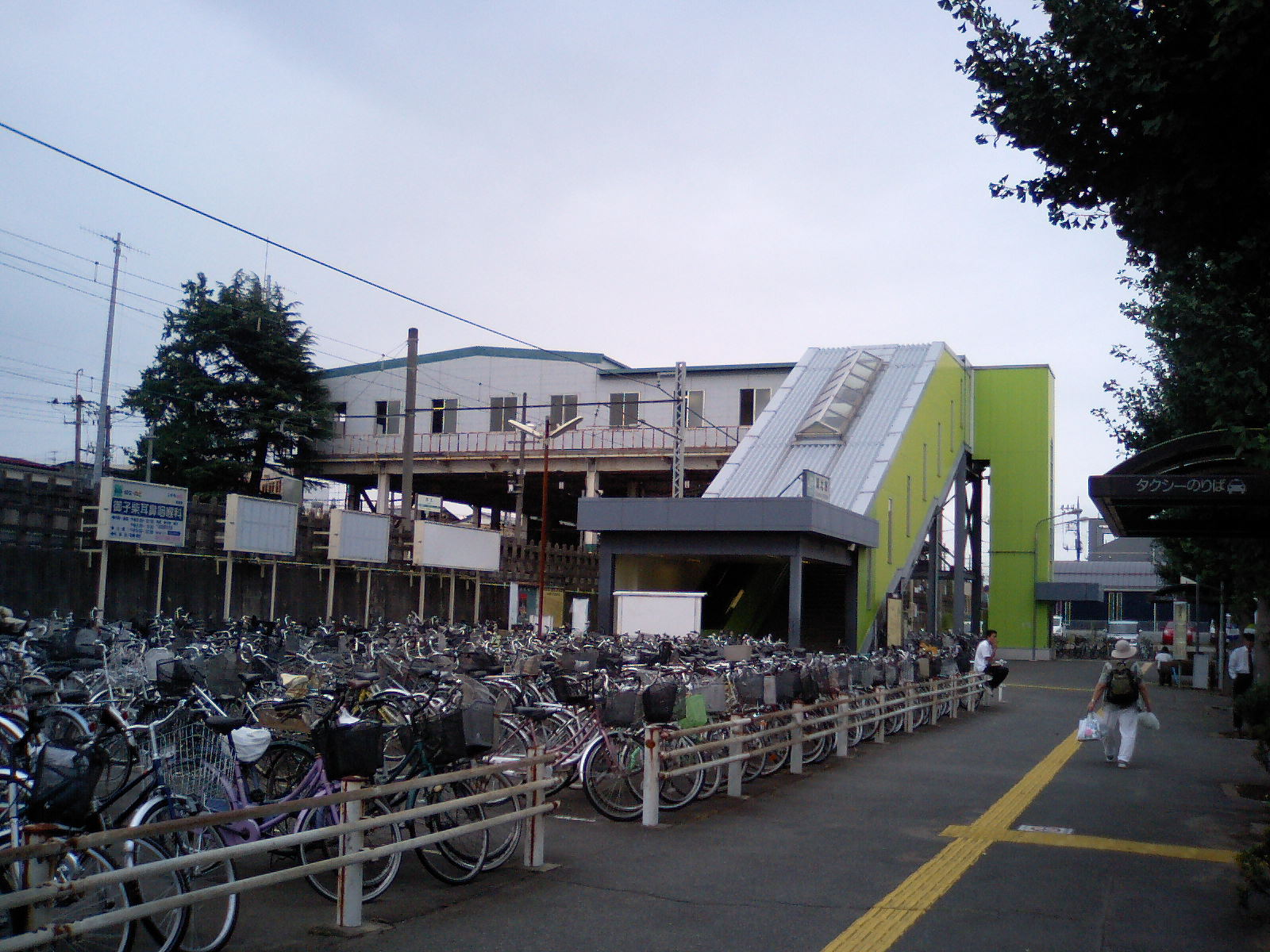
進行工程前的南出口（2007年8月）
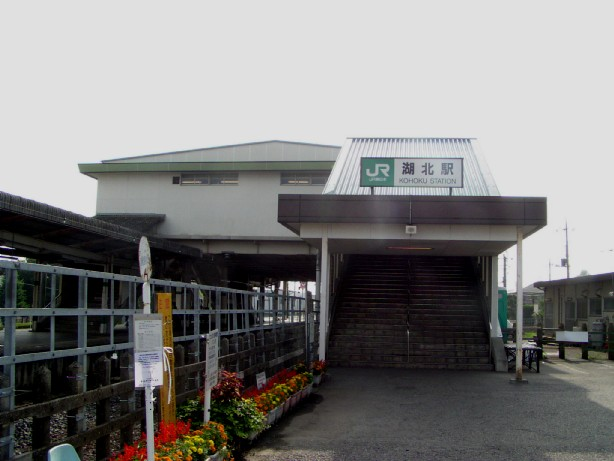
設置升降機前的北出口（2005年7月）

## 車站構造
此站是地面車站，設有1面2線的島式月台。站內設有跨站式站房，靠近我孫子一方設有兩條側線。此站是直營車站，同時為管理車站，負責管理東我孫子站至小林站之間的各車站。站內設有綠色窗口（營業時間：早上6時至下午9時）、自動閘機和自動售票機。

### 月台
| 月台 | 路線                   | 上下行 | 方向                               |
| ---- | ---------------------- | ------ | ---------------------------------- |
| 1    | ■ 成田線（我孫子支線） | 下行   | 成田、千葉、佐原方向               |
| 2    | ■ 成田線（我孫子支線） | 上行   | 我孫子、上野、東京、品川、水戸方向 |

參考
- 在信號設備上，1、2號月台可從兩方向進站和向兩方向出發。
- 無論甚麼理由使部分區間暫停服務，列車可在此站折返。
- 月台靠近新木一方曾經設有由行商組合擁有的「籠載架」，用作放置行商的行李之用[6]。
- 曾經在1號月台外側設有沒有月台的待避線（0號線），當時運送成田機場建材的貨運列車會使用該路軌用作待避之用。

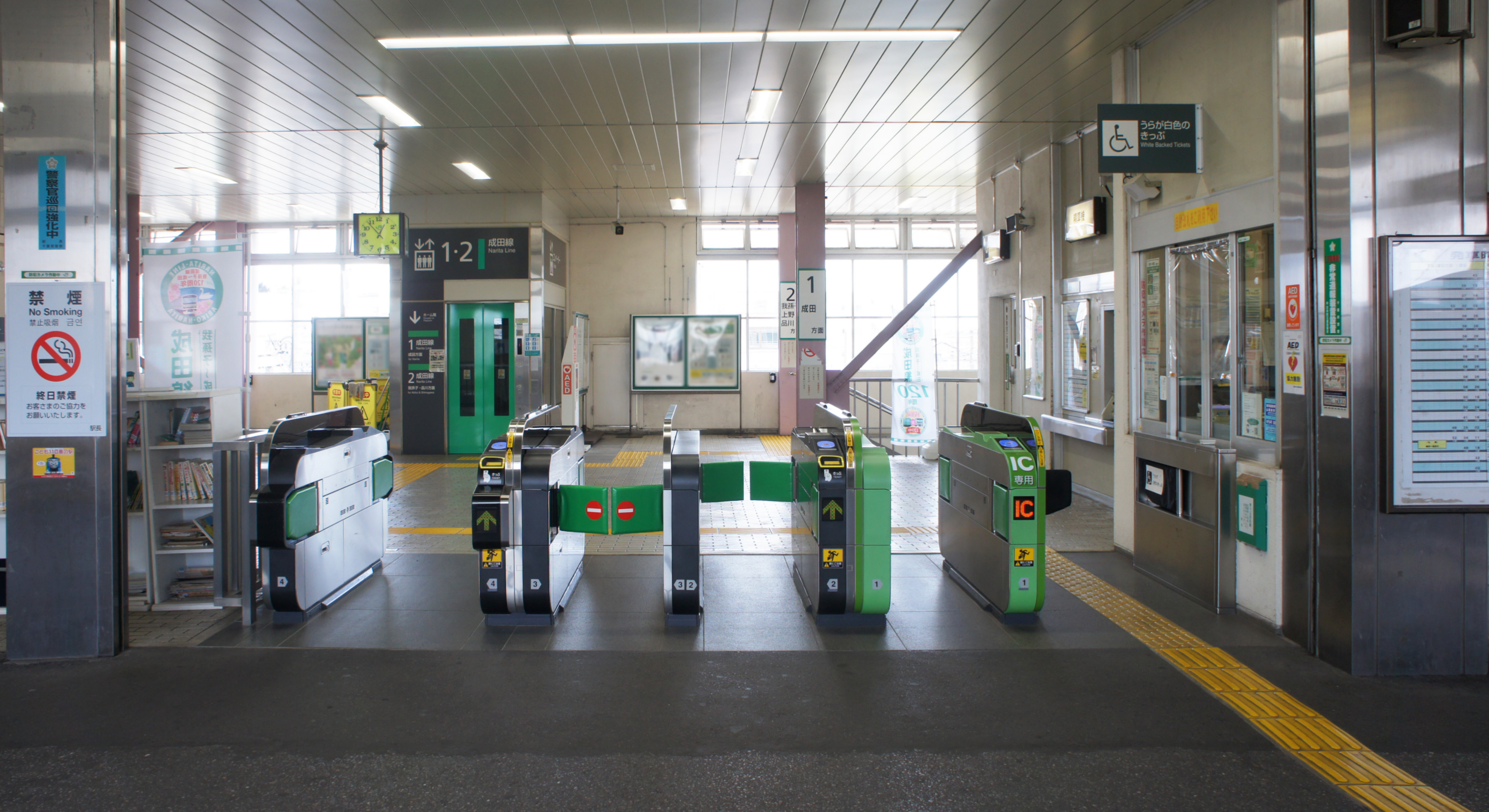
驗票閘口（2021年5月）
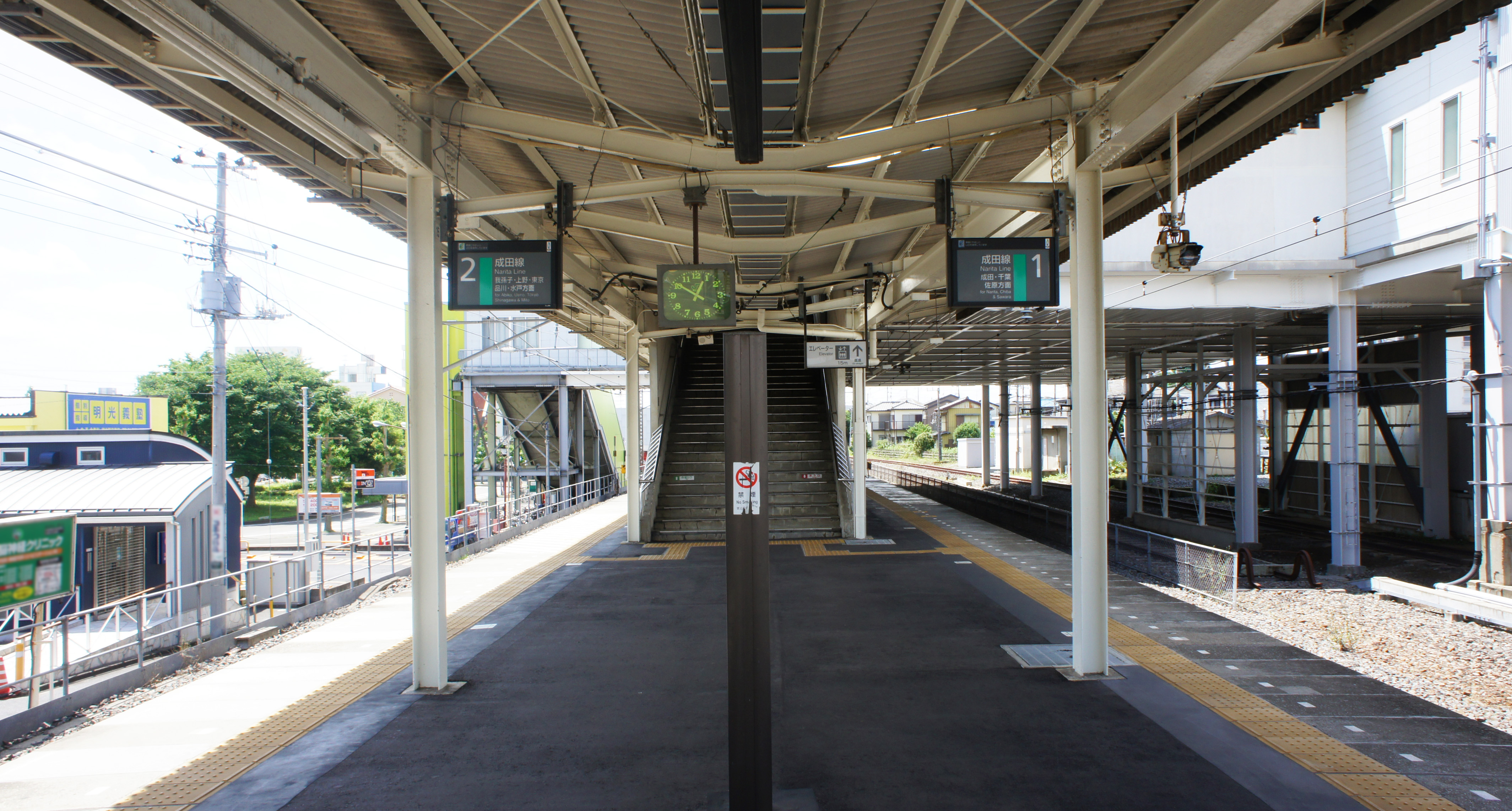
月台（2021年5月）

## 利用狀況
在2019年（令和元年）度1日平均乘車人次為3,987人，以下為乘車人次變化列表，此站是我孫子支線中間車站中最多人使用的車站。
| 乘車人次變化       | 乘車人次變化     | 乘車人次變化 |
| 年度               | 1日平均 乘車人次 | 參考資料     |
| ------------------ | ---------------- | ------------ |
| 1990年（平成02年） | 6,545            | [ * 1 ]      |
| 1991年（平成03年） | 6,670            | [ * 2 ]      |
| 1992年（平成04年） | 6,604            | [ * 3 ]      |
| 1993年（平成05年） | 6,529            | [ * 4 ]      |
| 1994年（平成06年） | 6,305            | [ * 5 ]      |
| 1995年（平成07年） | 6,194            | [ * 6 ]      |
| 1996年（平成08年） | 5,997            | [ * 7 ]      |
| 1997年（平成09年） | 5,725            | [ * 8 ]      |
| 1998年（平成10年） | 5,498            | [ * 9 ]      |
| 1999年（平成11年） | 5,340            | [ * 10 ]     |
| 2000年（平成12年） | 5,139            | [ * 11 ]     |
| 2001年（平成13年） | 4,983            | [ * 12 ]     |
| 2002年（平成14年） | 4,793            | [ * 13 ]     |
| 2003年（平成15年） | 4,729            | [ * 14 ]     |
| 2004年（平成16年） | 4,666            | [ * 15 ]     |
| 2005年（平成17年） | 4,620            | [ * 16 ]     |
| 2006年（平成18年） | 4,567            | [ * 17 ]     |
| 2007年（平成19年） | 4,527            | [ * 18 ]     |
| 2008年（平成20年） | 4,483            | [ * 19 ]     |
| 2009年（平成21年） | 4,356            | [ * 20 ]     |
| 2010年（平成22年） | 4,184            | [ * 21 ]     |
| 2011年（平成23年） | 3,923            | [ * 22 ]     |
| 2012年（平成24年） | 4,007            | [ * 23 ]     |
| 2013年（平成25年） | 4,058            | [ * 24 ]     |
| 2014年（平成26年） | 4,039            | [ * 25 ]     |
| 2015年（平成27年） | 4,090            | [ * 26 ]     |
| 2016年（平成28年） | 4,128            | [ * 27 ]     |
| 2017年（平成29年） | 4,108            | [ * 28 ]     |
| 2018年（平成30年） | 4,116            | [ * 29 ]     |
| 2019年（令和元年） | 3,987            |              |

## 車站周邊

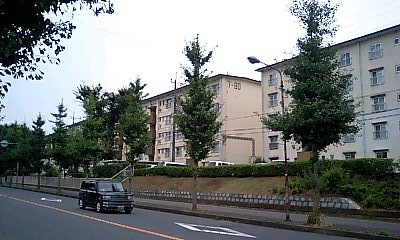
湖北台團地（2007年8月29日）

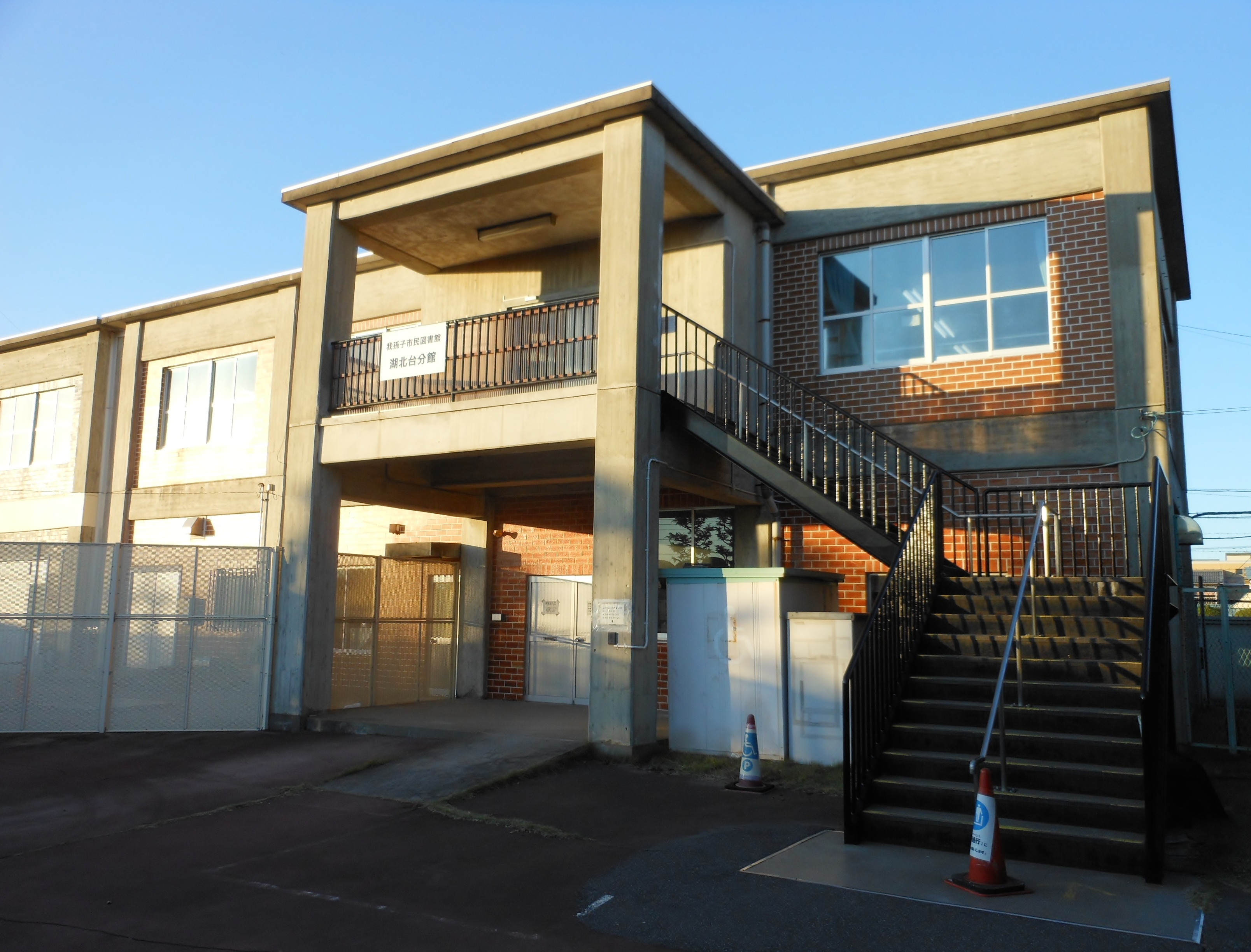
我孫子市民圖書館湖北台分館

車站北邊設有中峠地區住宅區，南邊設有由UR都市機構開發的湖北台團地（新興住宅地），該處設有許多商業設施。在車站北邊站前設有迴旋路。另外，在利根川右岸（南邊）處為茨城縣取手市小堀地區，距離此站北出口約2公里距離，步行需時約30分鐘。在小堀地區和取手市中心之間設有利根川，在該處設有小堀渡船來往兩地並已經有一段長遠的歷史。另外小堀地區也有小堀循環巴士運行。
- 國道356號（日语：国道356号）
- 千葉縣道196號湖北停車場線（日语：千葉県道196号湖北停車場線）
- 我孫子市政廳 湖北台行政服務中心、湖北行政服務中心
- 我孫子警署（日语：我孫子警察署） 湖北台派出所
- 我孫子市民圖書館（日语：我孫子市民図書館） 湖北台分館
- 我孫子湖北台郵局
- 湖北郵局
- 我孫子市立湖北台中學（日语：我孫子市立湖北台中学校）
- 我孫子市立湖北中學
- 我孫子市立湖北台西小學（日语：我孫子市立湖北台西小学校）
- 我孫子市立湖北台東小學（日语：我孫子市立湖北台東小学校）
- 我孫子市立湖北小學
- 食品市場Kasumi（日语：カスミ） 湖北店
- 增田（日语：エコス） 湖北店
- Big-A（日语：ビッグ・エー） 我孫子湖北台店
- 手賀沼釣魚中心
- 曙橋（手賀沼）
- 我孫子高校棒球場
- 美山食品柏工場

## 巴士路線
| 乘車處       | 系統 | 主要途經                                                     | 目的地         | 巴士公司   | 備註 |
| ------------ | ---- | ------------------------------------------------------------ | -------------- | ---------- | ---- |
| 湖北站南出口 | 20   | 湖北台八丁目、團地中央、天王台站南出口、東我孫子車廠、市政廳 | 我孫子站       | 阪東自動車 |      |
| 湖北站南出口 | 15   | 湖北台八丁目、團地中央、天王台站南出口                       | 東我孫子車廠   | 阪東自動車 |      |
| 湖北站南出口 | 17   | 湖北台八丁目、團地中央                                       | 天王台站南出口 | 阪東自動車 |      |
| 湖北站南出口 | 21   | 湖北台中學、團地中央、天王台站南出口、東我孫子車廠、市政廳   | 我孫子站       | 阪東自動車 |      |
| 湖北站南出口 | 16   | 湖北台中學、團地中央、天王台站南出口                         | 東我孫子車廠   | 阪東自動車 |      |
| 湖北站南出口 | 18   | 湖北台八丁目、團地中央                                       | 天王台站南出口 | 阪東自動車 |      |
| 湖北站北出口 | 布73 | 湖北分所、新木站入口                                         | 布佐站南出口   | 阪東自動車 |      |
| 湖北站北出口 | 布73 | 湖北台入口、NEC、川村學園女子大學                            | 天王台站北出口 | 阪東自動車 |      |

在2006年9月至2008年10月之間，設有由新東豐營運，從我孫子站→榮町龍角寺台四丁目的深宵巴士路線。

## 相鄰車站
東日本旅客鐵道（JR東日本）
■成田線（我孫子支線）
東我孫子－湖北－新木

## 注腳

### 利用狀況
1. ↑  千葉縣統計年鑑 （页面存档备份，存于）（日語） - 千葉縣
2. ↑  我孫子市の統計 （页面存档备份，存于）（日語） - 我孫子市

JR東日本2000年度以後的乘車人次
1. ↑  各駅の乗車人員（2000年度） （页面存档备份，存于）（日語） - JR東日本
2. ↑  各駅の乗車人員（2001年度） （页面存档备份，存于）（日語） - JR東日本
3. ↑  各駅の乗車人員（2002年度） （页面存档备份，存于）（日語） - JR東日本
4. ↑  各駅の乗車人員（2003年度） （页面存档备份，存于）（日語） - JR東日本
5. ↑  各駅の乗車人員（2004年度） （页面存档备份，存于）（日語） - JR東日本
6. ↑  各駅の乗車人員（2005年度） （页面存档备份，存于）（日語） - JR東日本
7. ↑  各駅の乗車人員（2006年度） （页面存档备份，存于）（日語） - JR東日本
8. ↑  各駅の乗車人員（2007年度） （页面存档备份，存于）（日語） - JR東日本
9. ↑  各駅の乗車人員（2008年度） （页面存档备份，存于）（日語） - JR東日本
10. ↑  各駅の乗車人員（2009年度） （页面存档备份，存于）（日語） - JR東日本
11. ↑  各駅の乗車人員（2010年度） （页面存档备份，存于）（日語） - JR東日本
12. ↑  各駅の乗車人員（2011年度） （页面存档备份，存于）（日語） - JR東日本
13. ↑  各駅の乗車人員（2012年度） （页面存档备份，存于）（日語） - JR東日本
14. ↑  各駅の乗車人員（2013年度） （页面存档备份，存于）（日語） - JR東日本
15. ↑  各駅の乗車人員（2014年度） （页面存档备份，存于）（日語） - JR東日本
16. ↑  各駅の乗車人員（2015年度） （页面存档备份，存于）（日語） - JR東日本
17. ↑  各駅の乗車人員（2016年度） （页面存档备份，存于）（日語） - JR東日本
18. ↑  各駅の乗車人員（2017年度） （页面存档备份，存于）（日語） - JR東日本
19. ↑  各駅の乗車人員（2018年度） （页面存档备份，存于）（日語） - JR東日本
20. ↑  各駅の乗車人員（2019年度） （页面存档备份，存于）（日語） - JR東日本

千葉縣統計年鑑
1. ↑  千葉縣統計年鑑（平成3年） （页面存档备份，存于）（日語）
2. ↑  千葉縣統計年鑑（平成4年） （页面存档备份，存于）（日語）
3. ↑  千葉縣統計年鑑（平成5年） （页面存档备份，存于）（日語）
4. ↑  千葉縣統計年鑑（平成6年） （页面存档备份，存于）（日語）
5. ↑  千葉縣統計年鑑（平成7年） （页面存档备份，存于）（日語）
6. ↑  千葉縣統計年鑑（平成8年） （页面存档备份，存于）（日語）
7. ↑  千葉縣統計年鑑（平成9年） （页面存档备份，存于）（日語）
8. ↑  千葉縣統計年鑑（平成10年） （页面存档备份，存于）（日語）
9. ↑  千葉縣統計年鑑（平成11年） （页面存档备份，存于）（日語）
10. ↑  千葉縣統計年鑑（平成12年） （页面存档备份，存于）（日語）
11. ↑  千葉縣統計年鑑（平成13年） （页面存档备份，存于）（日語）
12. ↑  千葉縣統計年鑑（平成14年） （页面存档备份，存于）（日語）
13. ↑  千葉縣統計年鑑（平成15年） （页面存档备份，存于）（日語）
14. ↑  千葉縣統計年鑑（平成16年） （页面存档备份，存于）（日語）
15. ↑  千葉縣統計年鑑（平成17年） （页面存档备份，存于）（日語）
16. ↑  千葉縣統計年鑑（平成18年） （页面存档备份，存于）（日語）
17. ↑  千葉縣統計年鑑（平成19年） （页面存档备份，存于）（日語）
18. ↑  千葉縣統計年鑑（平成20年） （页面存档备份，存于）（日語）
19. ↑  千葉縣統計年鑑（平成21年） （页面存档备份，存于）（日語）
20. ↑  千葉縣統計年鑑（平成22年） （页面存档备份，存于）（日語）
21. ↑  千葉縣統計年鑑（平成23年） （页面存档备份，存于）（日語）
22. ↑  千葉縣統計年鑑（平成24年） （页面存档备份，存于）（日語）
23. ↑  千葉縣統計年鑑（平成25年） （页面存档备份，存于）（日語）
24. ↑  千葉縣統計年鑑（平成26年） （页面存档备份，存于）（日語）
25. ↑  千葉縣統計年鑑（平成27年） （页面存档备份，存于）（日語）
26. ↑  千葉縣統計年鑑（平成28年） （页面存档备份，存于）（日語）
27. ↑  千葉縣統計年鑑（平成29年） （页面存档备份，存于）（日語）
28. ↑  千葉縣統計年鑑（平成30年） （页面存档备份，存于）（日語）
29. ↑  千葉縣統計年鑑（令和元年） （页面存档备份，存于）（日語）

## 外部連結
- 車站資訊（湖北）：東日本旅客鐵道（日語）